# Müseyib Allahverdiyev
Müseyib Abdulla oğlu Allahverdiyev (ros. Мусеи́б Абдулла́ оглы́ Аллахверди́ев, Musieib Abdułła ogły Ałłachwierdijew; ur. 22 kwietnia?/5 maja 1909 we wsi Dağ Kəsəmən w rejonie Qazax, zm. 19 maja 1969) – radziecki wojskowy pochodzenia azerskiego, kapitan, Bohater Związku Radzieckiego (1945).

## Życiorys
Urodził się w azerskiej rodzinie chłopskiej. Miał wykształcenie niepełne średnie, pracował w kołchozie, w 1931 wstąpił ochotniczo do Armii Czerwonej, w 1936 ukończył wojskową szkołę piechoty w Tbilisi, po czym został pracownikiem politycznym armii. Od lipca 1941 uczestniczył w wojnie z Niemcami, 1941/1942 walczył w bitwie pod Moskwą, a po kontrofensywie Armii Czerwonej - m.in. w bitwie pod Charkowem, uczestniczył w wyzwoleniu Dniepropietrowska, Zaporoża, Mikołajowa, Krzywego Rogu, Kirowohradu i w szturmie na Kiszyniów. W nocy na 1 grudnia 1944 wyróżnił się w likwidacji zgrupowania wroga na Węgrzech, gdzie batalion pod jego dowództwem zabił ok. 500 i wziął do niewoli 2200 żołnierzy i oficerów i zdobył wiele broni, sprzętu i zaopatrzenia. Później jego batalion wyróżnił się w walkach o Budapeszt. W 1946 Allahverdiyev zakończył służbę wojskową.

## Odznaczenia
- Złota Gwiazda Bohatera Związku Radzieckiego (24 marca 1945)
- Order Lenina (24 marca 1945)
- Order Czerwonej Gwiazdy

I medale.